# Kościół Najświętszej Marii Panny w Jasionie
Kościół Najświętszej Marii Panny – rzymskokatolicki kościół filialny znajdujący się w miejscowości Jasiona, należący do parafii św. Jakuba w Lubrzy, w dekanacie Prudnik, diecezji opolskiej.

## Historia kościoła
Kościół w Jasionie został wybudowany w 1900 roku. Początkowo, terytorialnie należał on do parafii w Prudniku. W 1901 roku, z kościoła św. Michała Archanioła w Prudniku, został przeniesiony ołtarz główny i po niewielkiej przeróbce został zamontowany w kościele w Jasionie. W czasie I wojny światowej w  wieży kościoła zamontowano dzwon, a w 1925 roku świątynia otrzymała organy. W czasie II wojny światowej władze niemieckie zdjęły dzwon na cele wojenne, kościół pozostawał bez niego aż do 1954 roku. Dzięki cukrowni w Białej Prudnickiej, jesienią 1954 roku, na wieży kościoła zawisł nowy i większy dzwon. Kolejne dzieje kościoła to częste remonty, których kulminacja nastąpiła w latach 80. XX wieku. Zakończenie remontów nastąpiło w 1986 roku, gdzie nowo wyremontowany kościółek poświęcił ksiądz biskup Jan Bagiński. Od czasu wybudowania kościoła w Jasionie, należał on do parafii w Prudniku. Od 1993 roku kościół w Jasionie został  włączony, jako kościół filialny, do parafii w Lubrzy.